# 真野さよ
真野 さよ（まの さよ、1913年 - ）は、日本の小説家、詩人。

## 略歴
高知県出身。1955年、広島県立高等女学校（現広島県立広島皆実高等学校）卒業、1958年、日本女子大学国文学部中退。
戦後、河井醉茗の塔影社に入り創作活動を開始し、1977年、詩集『葡萄祭』出版。小説『蜂』にて婦人公論新人小説賞受賞。
読売新聞「人生案内」の回答者として活躍するほか、各地で「伊勢物語」「枕草子」などの古典文学や女性問題などの講義を重ねた。

## 著書
- 枯草の手袋 真野さよ 著 四季社 1958
- 女なれば　真野さよ 著 講談社 1967
- 愛の本　真野さよ 著,峯梨花 絵 筑摩書房 1970 (ちくま少年図書館 ; 8. 社会の本)
- 黄昏記 真野さよ 著 ミネルヴァ書房 1981 (シルバー・フレンド ; 1)
- 黄昏記 真野さよ 著 岩波書店 1990 (同時代ライブラリー ; 53)
- 愛をひもとく : 文学を道しるべとして 真野さよ 講話 ブレーンセンター 1991 (対話講座なにわ塾叢書 ; 43)
- 枯草の手袋 真野さよ 著 編集工房ノア 1994